# SuperDragon 2 8x8
Der SuperDragon 2 8×8 ist ein seit dem Jahr 2007 gebautes Flugfeldlöschfahrzeug der Firma Magirus GmbH aus Ulm.

## Beschreibung
Das Fahrzeug ist 12,80 m lang, 3 m breit und 3,80 m hoch. Basis des SuperDragon 2 ist ein neu entwickeltes Fahrgestell namens CFR (Crash-Fire-Rescue) mit Heckmotor und starren Achsen mit Schraubenfedern. Das Fahrzeug beschleunigt in 25 Sekunden von 0 km/h auf 80 km/h. Es erreicht eine Höchstgeschwindigkeit von 135 km/h. Die beiden insgesamt 1.120 PS starken Motoren entwickeln genügend Leistung, um auch die 275 PS benötigende Pumpe im Volllastbetrieb ihre Aufgaben erfüllen zu lassen. Das Tankvolumen des Fahrzeugs mit Löschwasser beträgt 14.000 bis 17.000 l. Unter einem Druck von 10 bar fördert die Pumpe 10.000 l in der Minute. Im Schaumtank befinden sich 1.500 bis 2500 l, Pulver in der Menge von 500 bis 1000 kg und 120 kg CO2. Die Kabine besteht aus Aluminium und bietet Platz für 3 bis 6 Personen.
Die Flugfeld-Löschfahrzeuge der Baureihe gibt es als Zwei-, Drei- und Vierachser mit Allradantrieb. Außerdem wurde im Jahre 2011 in Ulm auch die Baureihe Impact hergestellt, die als Zwei- und Dreiachser mit Allradantrieb bestellt werden können.